# Vicenç Gascón
Vicenç Gascón   (Barcelona, 1928 - 4 de juliol de 2019) va ser un pintor català naïf.

## Biografia
Casat amb la també pintora naïf Maria Castillo.Des de 1979 participà en nombroses exposicions i certàmens. Existeixen obres seves en col·leccions privades de tot l'estat espanyol, Holanda i França i al Museo Internacional de Arte Naïf de Jaén ubicat al Palacio de Villardompardo. Morí el 4 de juliol de 2019 a Castelldefels, Barcelona.
"La seva obra, plena de calideses, ens explica unes idees, uns pensaments i tal vegada unes vivències meravelloses, però ho fa quasi sempre, d'una manera que segons qui, en diria oníriques (...), és d'aquesta mena de pintura plena d'ingenuïtat i sinceritat que tan sols poden expressar els esperits nets". Josep Maresma i Pedragosa (1984)
"El seu art va més enllà del que normalment s'anomena com a pintura naïf però assumeix un mimetisme i una summa elaboració que voreja el perfeccionisme com si es tractés d'una miniatura. En la seva pintura, cada traç, cada punt és articulat amb l'altre, tot el quadre sembla una relació de seqüències en el temps o en l'espai, amb parques intervencions i escassos complements. És feta amb labor i no insistida, és fresca i nítida. Imma Gómez (1992)

## Exposicions
Exposicions.
- Galeria LLorens de Barcelona
- Biennal H.O.S.A de Barcelona
- Musée International d'Art Naïf Max Fourny de Paris
- Museo Luzzara d' Italia
- Naïf Centro Galería de Arte de Madrid
- Museo Internacional de Arte Naïf de Jaén
- Museu de Badalona
- Galeria Refugi de Barcelona
- Galeria Roglán de Barcelona
- Unicef "Art Catalunya '87"

## Galeria d'imatges

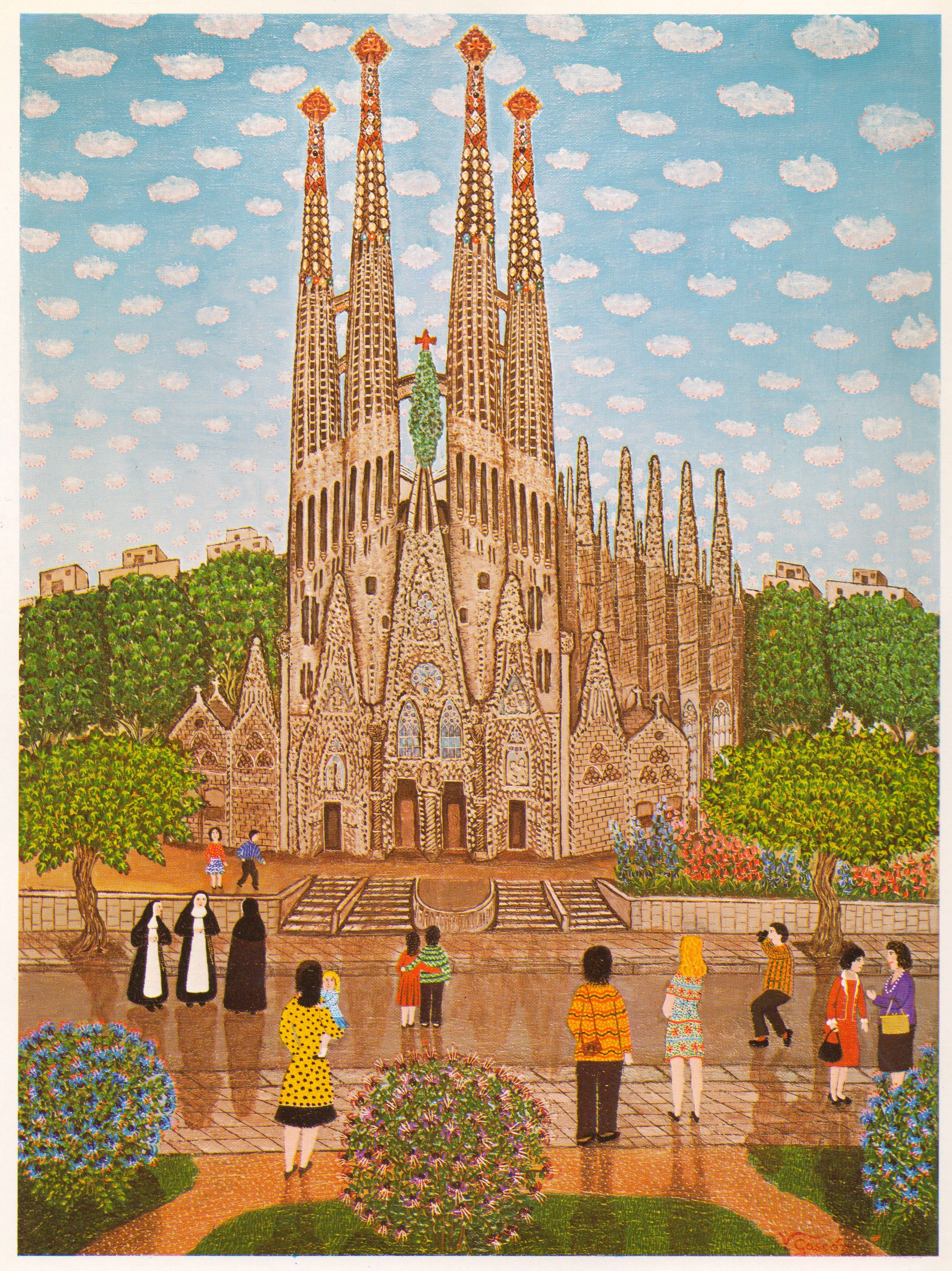
La Sagrada Família
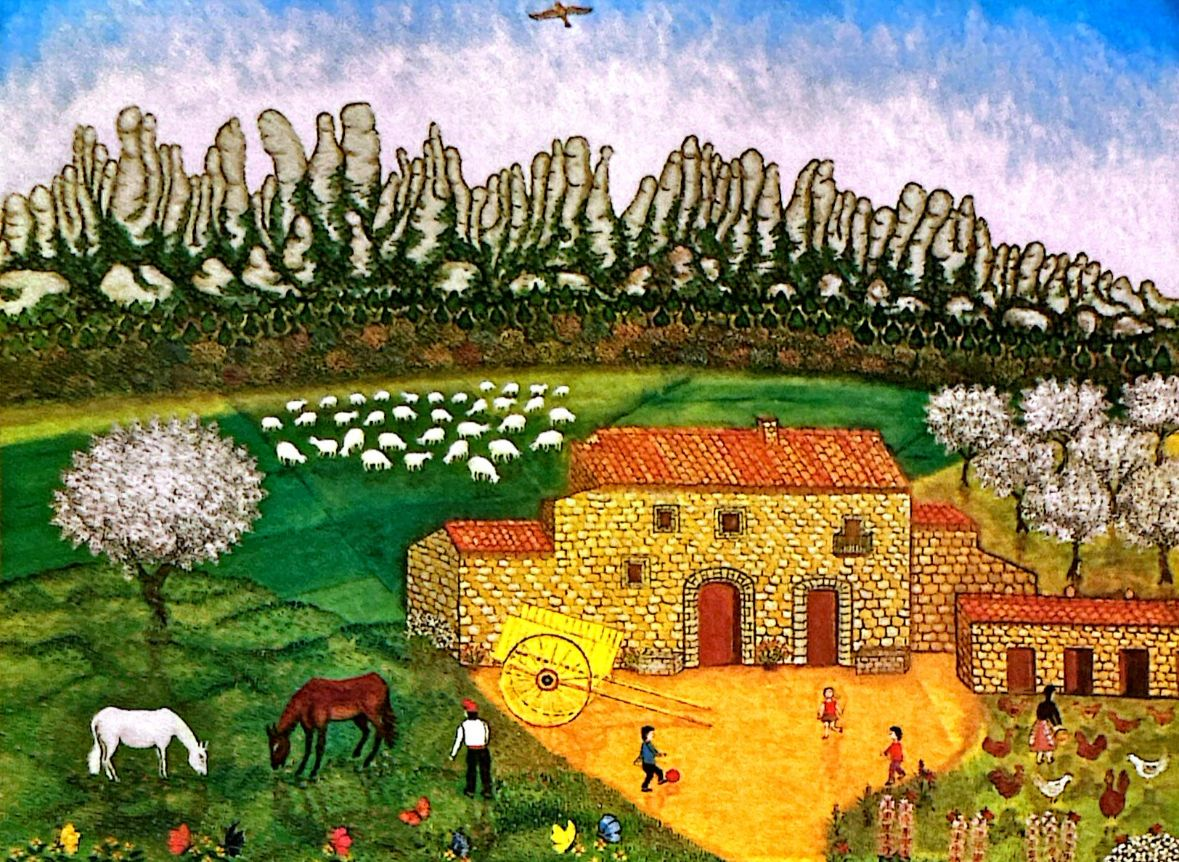
Paisatge amb Montserrat al fons.
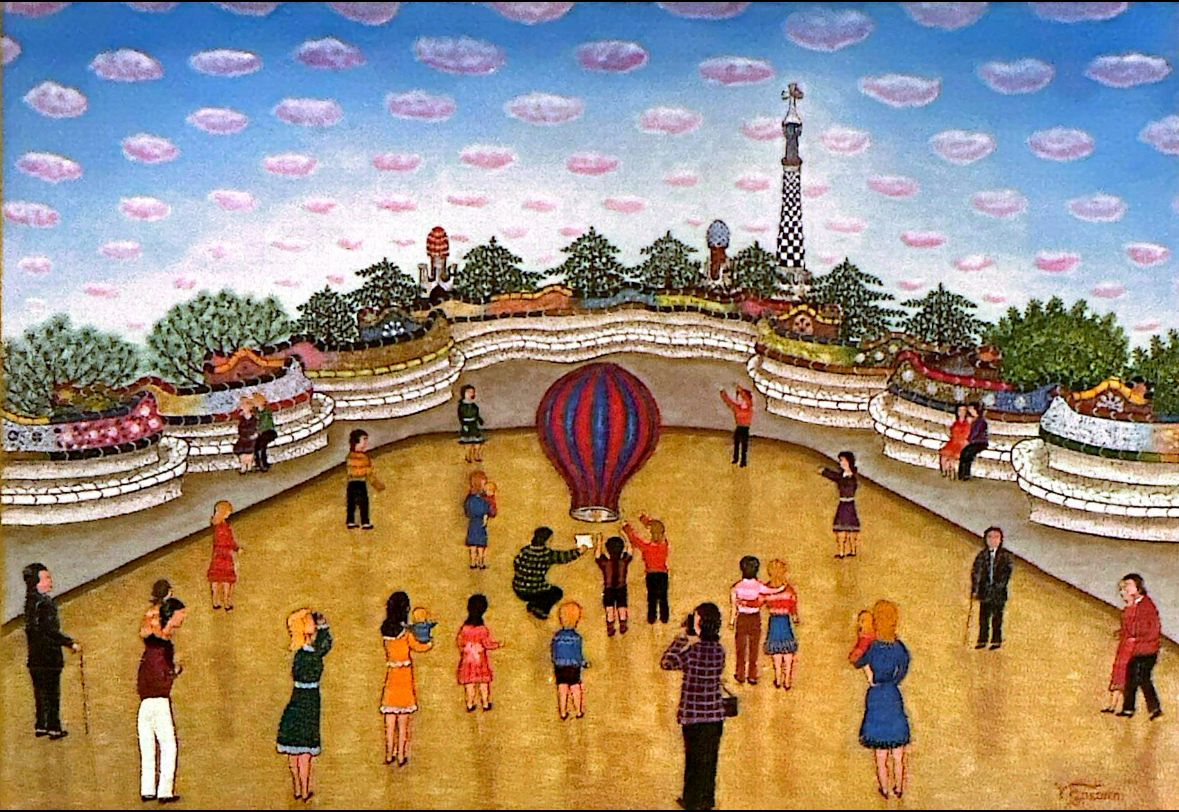
Parc Güell de Barcelona.

## Premis
Premis rebuts.
- 1r Premi VII Concurs de Primavera. Museu de Badalona (1983)
- 1r Premi Biennal de Arte H.O.S.A. Galeria Sant Jordi, Barcelona. (1980)
- 2n Premi Biennal de Arte H.O.S.A.. Galeria Sant Jordi, Barcelona. (1978)
- 3r Premi Exposició de Paletes pintades a l'oli. Galeria Roglán. Barcelona (1987)
- Accèssit IV Concurs de Tardor. Museu de Badalona
- Accèssit VI Concurs de Primavera. Museu de Badalona